# Àguila romana

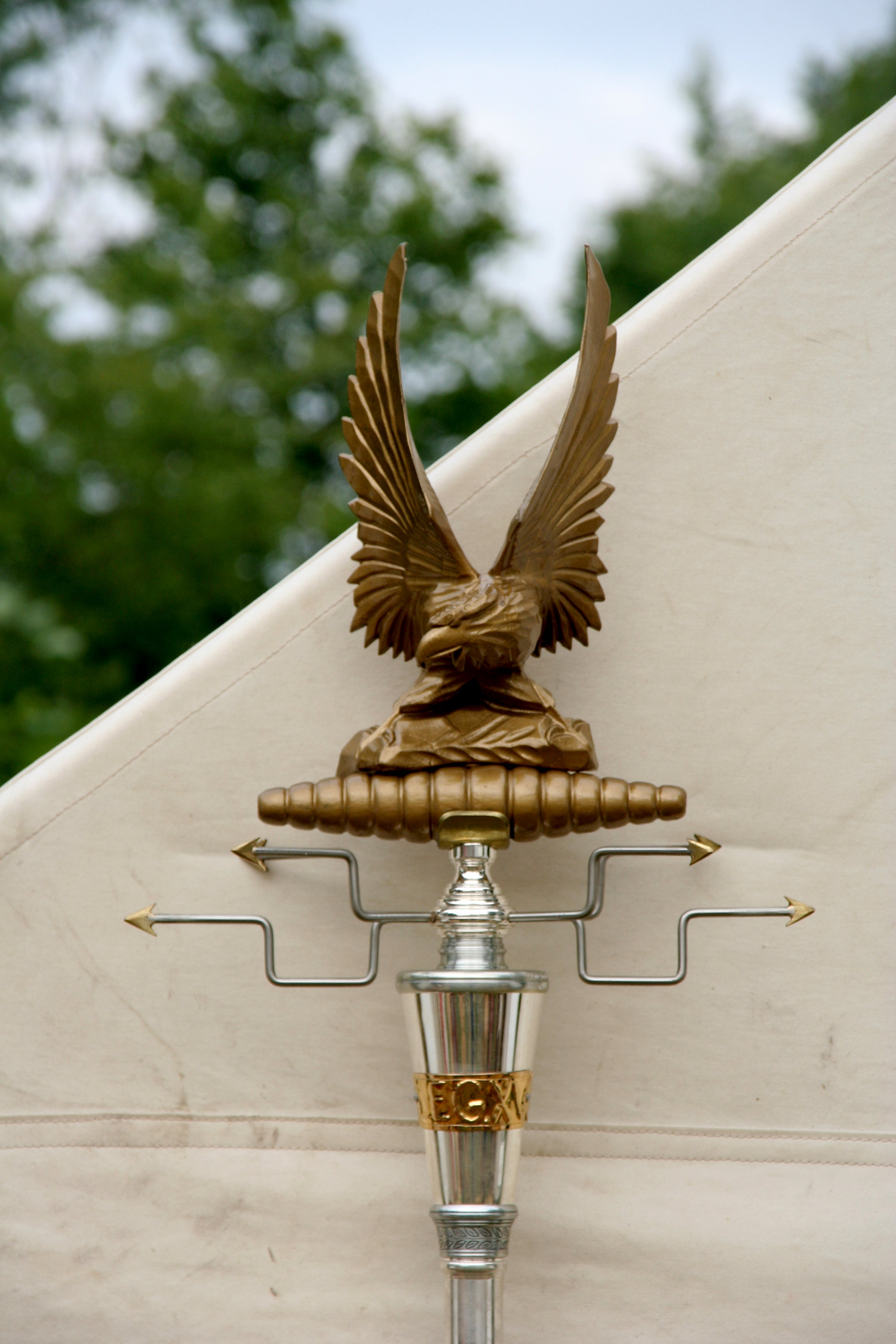
Moderna reconstrucció d'una aquila

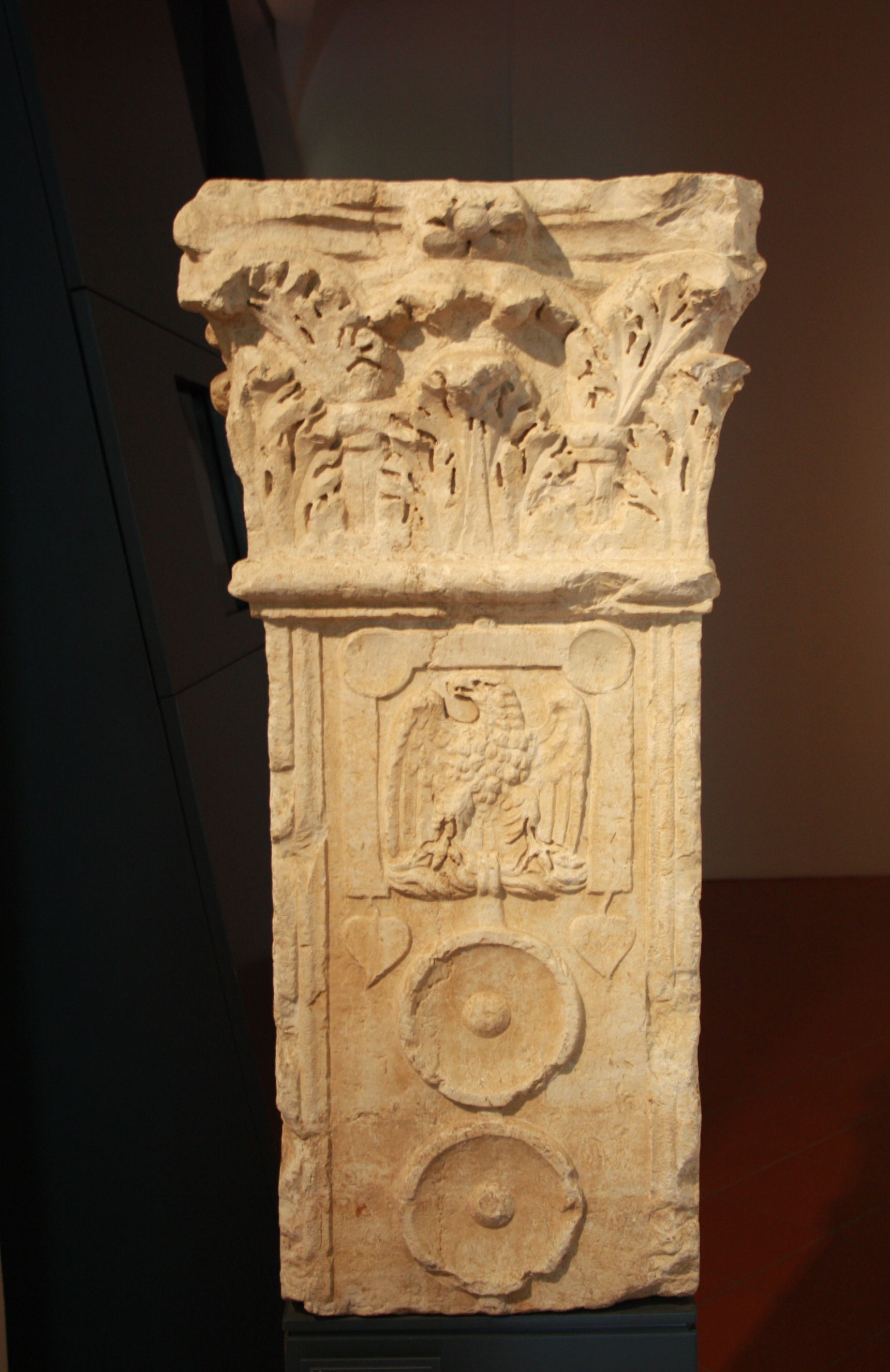
Relleu funerari d'un aquilifer procedent de Brescia (Itàlia) decorat amb una aquila legionària; l'asta està condecorada amb dues phalerae o medallons, obtingudes pel valor dels legionaris d'una legió desconeguda, encara que possiblement una de les reclutades en època de Cèsar durant la Guerra de les Gàl·lies

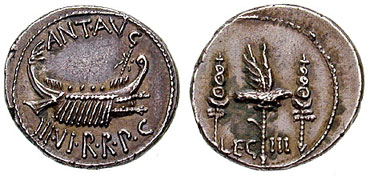
Denari encunyat per Marc Antoni per pagar les seves legions; al revers, l'aquila de la seva III Legió

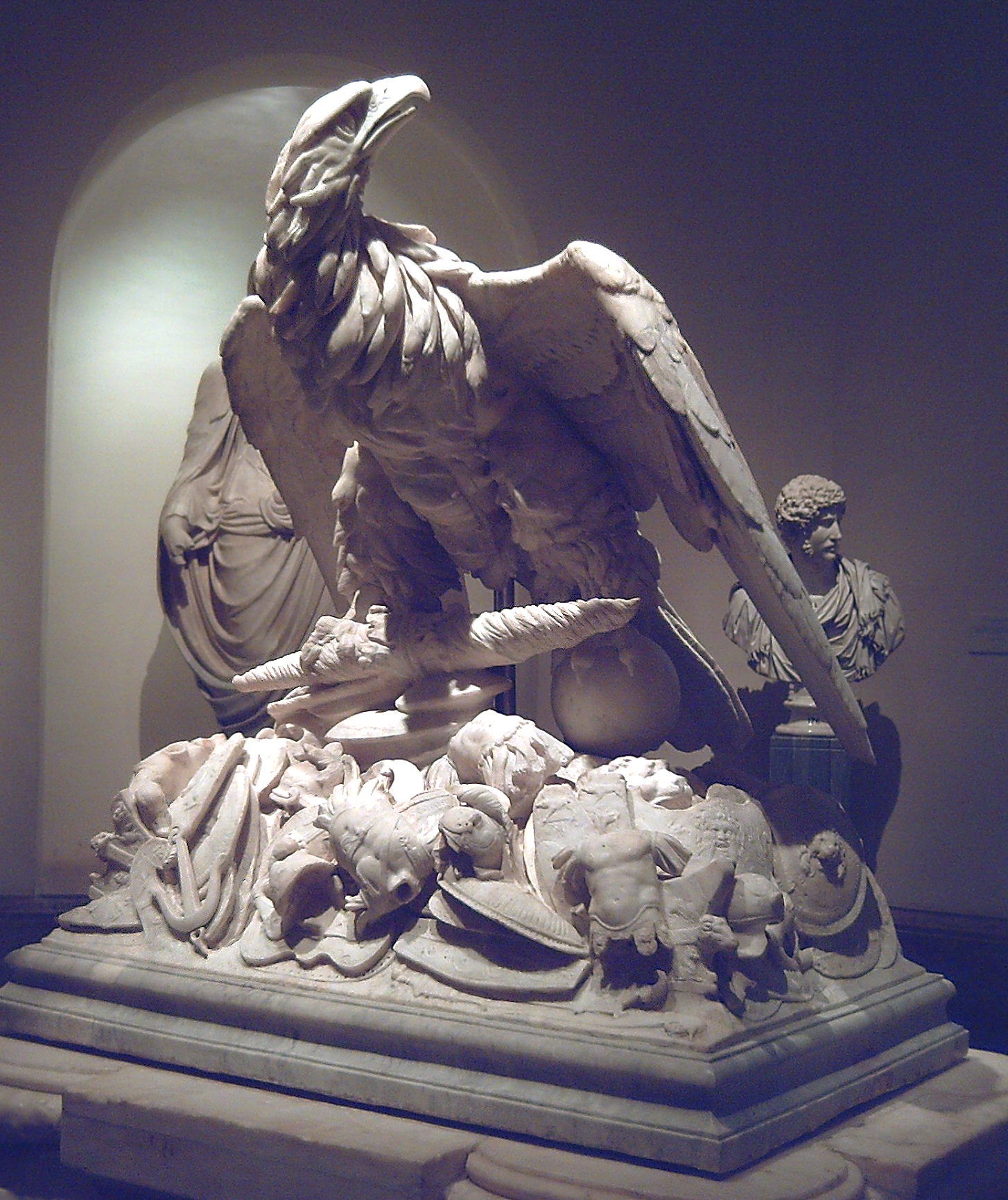
Escultura d'una àguila romana i armes, probablement del mausoleu del general Messala (Museu del Prado, Madrid)

L'àguila romana (aquila en llatí) era un símbol de les legions romanes, el més important dels signa militaria, que eren les insígnies o estendards romans. Representa Aetos Dios (Àliga de Jove), en ser Jove el 'Pare de l'Estat Romà'.
L'estendard més antic emprat pels romans es diu que va ser una garba (manipulus) de palla fixada a la part alta d'una llança o un pal. Per això la companyia de soldats a què pertanyia s'anomenava simplement maniple. El feix de palla o falguera aviat va ser substituït per figures d'animals, dels quals Plini el Vell n'enumera cinc: l'àguila, el llop, el minotaure, el cavall i el senglar.

## Història
En el segon consolat de Gai Mari (104 aC) els quatre quadrúpedes es van deixar de banda com a estendards i es va conservar només l'àguila (aquila). Era feta de plata o bronze, amb les ales esteses, i probablement era de mida petita, ja que el portador de l'estendard (el signifer) sota Juli Cèsar es diu que en circumstàncies de perill arrencava l'àguila del seu pal i l'ocultava entre els plecs de la seva faixa.
Amb els emperadors posteriors l'àguila es portava amb la legió, com va passar durant molts segles, per la qual cosa de vegades la legió s'anomenava simplement aquila. Cada cohort tenia com a insígnia pròpia la serp o el drac, que estava teixit sobre una peça quadrada de tela (textilis anguis), elevat sobre un pal daurat, al qual es va adaptar una barra transversal amb aquest propòsit, i era portat pel draconarius.
Una altra figura usada als estendards era una bola (l'orbe), que se suposava que era l'emblema del domini de Roma sobre el món; i per la mateixa raó una figura de bronze de la Victòria es fixava de vegades a la part alta del pal, tal com es veu esculpit, juntament amb estatuetes de Mart, a la Columna de Trajà i a l'Arc de Constantí. Sota l'àguila o un altre emblema sovint s'hi col·locava el cap de l'emperador regnant, que era objecte d'adoració idòlatra per part de l'exèrcit. El nom de l'emperador, o d'aquell a qui reconeixien com a tal, de vegades s'inscrivia de la mateixa manera. El pal usat per portar l'àguila tenia a l'extrem inferior una punta de ferro (cuspis) per fixar-lo a terra, i permetre a l'aquilífer, en cas de necessitat, poder repel·lir un atac.
Les divisions menors d'una cohort, anomenades centúries, tenien també cadascuna una insígnia, inscrita amb el nombre de la cohort i de la centúria, coneguda amb el nom de signum, perquè la seva part superior culminava en una mà. Això, juntament amb la diversitat de formes de les crestes que lluïen els centurions, permetien que cada soldat se situés fàcilment.
A l'arc de Constantí, a Roma, hi ha quatre panells esculpits prop del cim que mostren un gran nombre d'estendards i il·lustren algunes de les formes aquí descrites. El primer panell representa Trajà nomenant un rei als parts: els soldats sostenen set estendards. El segon, que conté cinc estendards, representa la celebració d'un sacrifici anomenat suovitaurílies.
Quan Constantí I el Gran va abraçar el cristianisme, el cap de l'emperador es va substituir per una figura o emblema de Crist teixit en or sobre una tela porpra. Aquest estendard ricament ornamentat fou anomenat làbarum.
Com que els moviments d'un cos de tropes i de cadascuna de les seves parts estaven regulats pels estendards, totes les evolucions, els actes i els incidents de l'exèrcit romà s'expressaven amb frases derivades d'aquesta circumstància. Així, signa inferre significava avançar, referre retirada, i convertere tornar; efferre, o castris vellere, sortir del campament; ad signa convenire, reunir-se. Malgrat la poca claredat en l'ús dels termes, sembla que, mentre que l'estendard de la legió era anomenat amb propietat aquila, els de les cohorts es deien segons un sentit especial del terme signa, amb què els seus portadors s'anomenaven signiferi, i aquells dels maniples o divisions menors de la cohort eren anomenats vexilla, i els seus portadors eren els vexillarii. També, aquells que lluitaven a les primeres files de la legió davant dels estendards de la legió i de la cohort es deien antesignani.
En segons quines estratègies militars, de vegades calia ocultar els estendards. Encara que els romans normalment consideraven qüestió d'honor conservar els seus estendards, en alguns casos de perill extrem el líder mateix els llançava sobre les files enemigues per distreure la seva atenció o per animar els seus propis soldats. Un portaestendard ferit o moribund el lliurava, si era possible, al seu general, de q´ui l'havia rebut signis acceptis.

## Edat Contemporània
El 1804, Napoleó Bonaparte recuperaria l'Àliga com a símbol de casa seva i emblema del Gran Armée.
La Casa de Bernadotte també posseeix l'Àliga com a emblema.